# Goedetrechus
Goedetrechus is een geslacht van kevers uit de familie van de loopkevers (Carabidae). De wetenschappelijke naam van het geslacht is voor het eerst geldig gepubliceerd in 1972 door Moore.

## Soorten
Het geslacht Goedetrechus omvat de volgende soorten:
- Goedetrechus damperi Eberhard & Giachino, 2011
- Goedetrechus florentinus Eberhard & Giachino, 2011
- Goedetrechus mendumae Moore, 1972
- Goedetrechus minutus Eberhard & Giachino, 2011
- Goedetrechus parallelus Moore, 1972
- Goedetrechus rolani Eberhard & Giachino, 2011
- Goedetrechus talpinus Moore, 1972